# زيني (باقران)
زیني (بالفارسية: زینی) هي مستوطنة تقع في إيران في قسم باقران الريفي. يقدر عدد سكانها بـ 124 نسمة .